# NUTS da Romênia
Nos códigos NUTS (Nomenclatura das Unidades Territoriais para Fins Estatísticos) da Romênia (RO), os três níveis são:
| Nível  | Subdivisões                              | #  |
| ------ | ---------------------------------------- | -- |
| NUTS 1 | Macroregiões (Macroregiuni)              | 4  |
| NUTS 2 | Regiões (Regiuni)                        | 8  |
| NUTS 3 | Condados + Bucareste (Judeţ + Bucureşti) | 42 |

## Códigos NUTS
RO1 Macroregiunea unu
RO11 Noroeste
RO111 Bihor (distrito)
RO112 Bistriţa-Năsăud (distrito)
RO113 Cluj (distrito)
RO114 Maramureş (distrito)
RO115 Satu Mare (distrito)
RO116 Sălaj (distrito)
RO12 Centro
RO121 Alba (distrito)
RO122 Braşov (distrito)
RO123 Covasna (distrito)
RO124 Harghita (distrito)
RO125 Mureş (distrito)
RO126 Sibiu (distrito)
RO2 Macroregiunea doi
RO21 Nordeste
RO211 Bacău (distrito)
RO212 Botoşani (distrito)
RO213 Iaşi (distrito)
RO214 Neamţ (distrito)
RO215 Suceava (distrito)
RO216 Vaslui (distrito)
RO22 Sudeste
RO221 Brăila (distrito)
RO222 Buzău (distrito)
RO223 Constanţa (distrito)
RO224 Galaţi (distrito)
RO225 Tulcea (distrito)
RO226 Vrancea (distrito)
RO3 Macroregiunea trei
RO31 Sul-Muntênia
RO311 Argeş (distrito)
RO312 Călăraşi (distrito)
RO313 Dâmboviţa (distrito)
RO314 Giurgiu (distrito)
RO315 Ialomiţa (distrito)
RO316 Prahova (distrito)
RO317 Teleorman (distrito)
RO32 Bucareste-Ilfov
RO321 Bucareste
RO322 Ilfov (distrito)
RO4 Macroregiunea patru
RO41 Sudoeste Oltenia
RO411 Dolj (distrito)
RO412 Gorj (distrito)
RO413 Mehedinţi (distrito)
RO414 Olt (distrito)
RO415 Vâlcea (distrito)
RO42 Oeste
RO421 Arad (distrito)
RO422 Caraş-Severin (distrito)
RO423 Hunedoara (distrito)
RO424 Timiş (distrito)

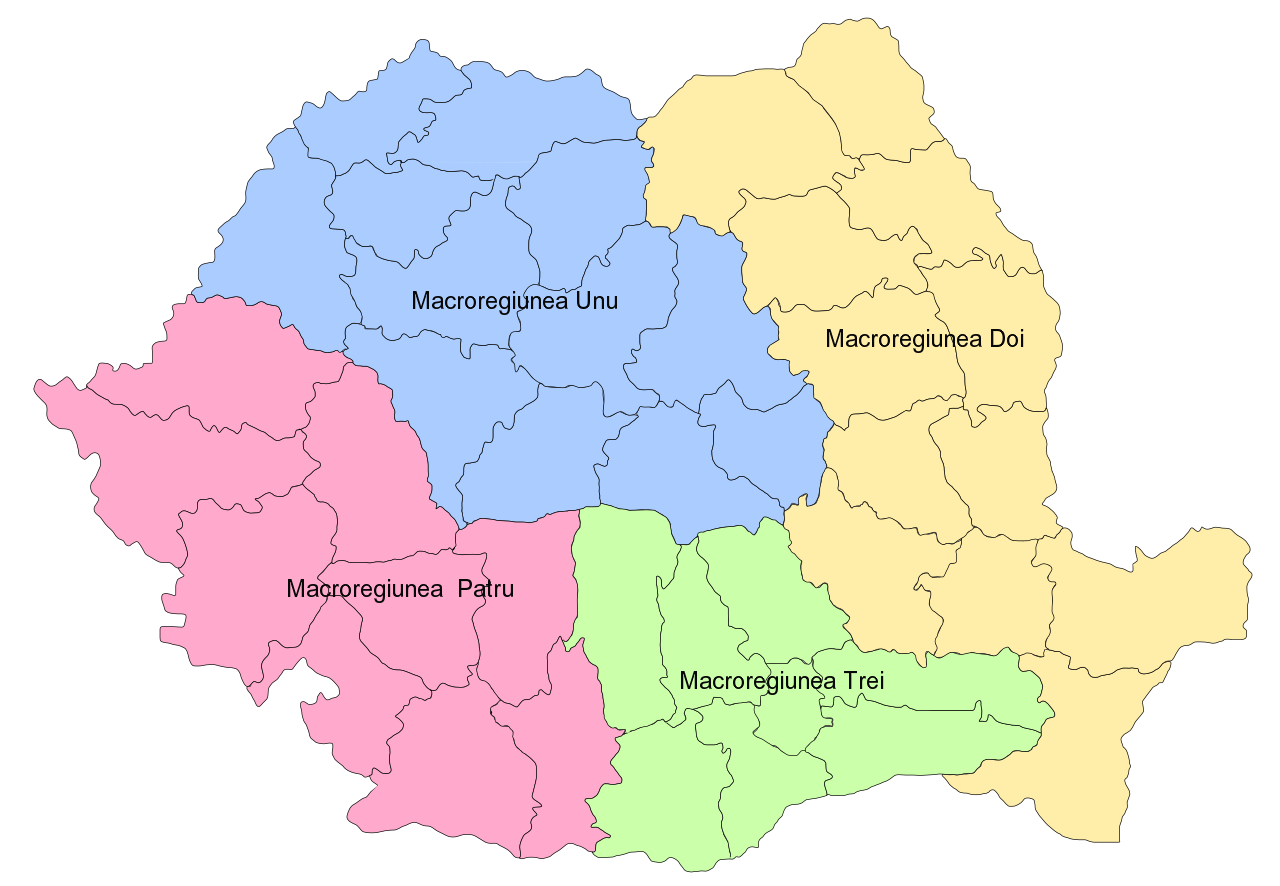
NUTS 1 regiões da Romênia

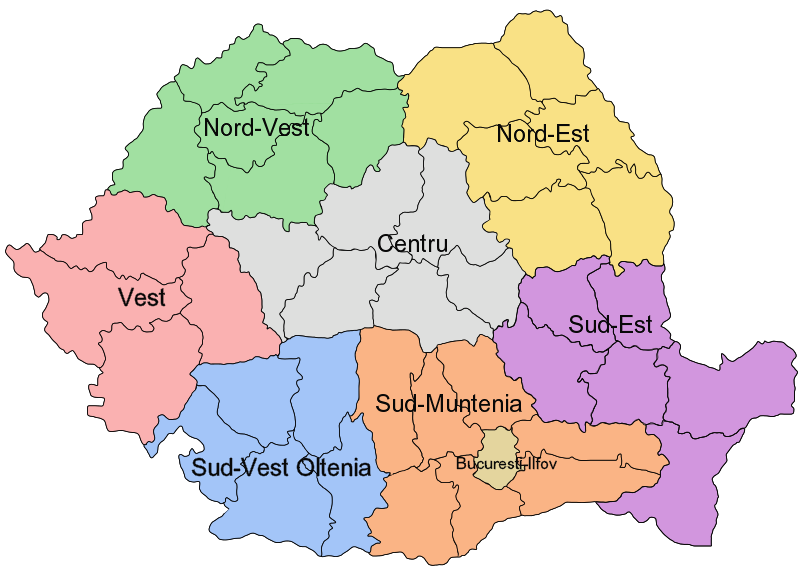
NUTS 2 regiões da Romênia

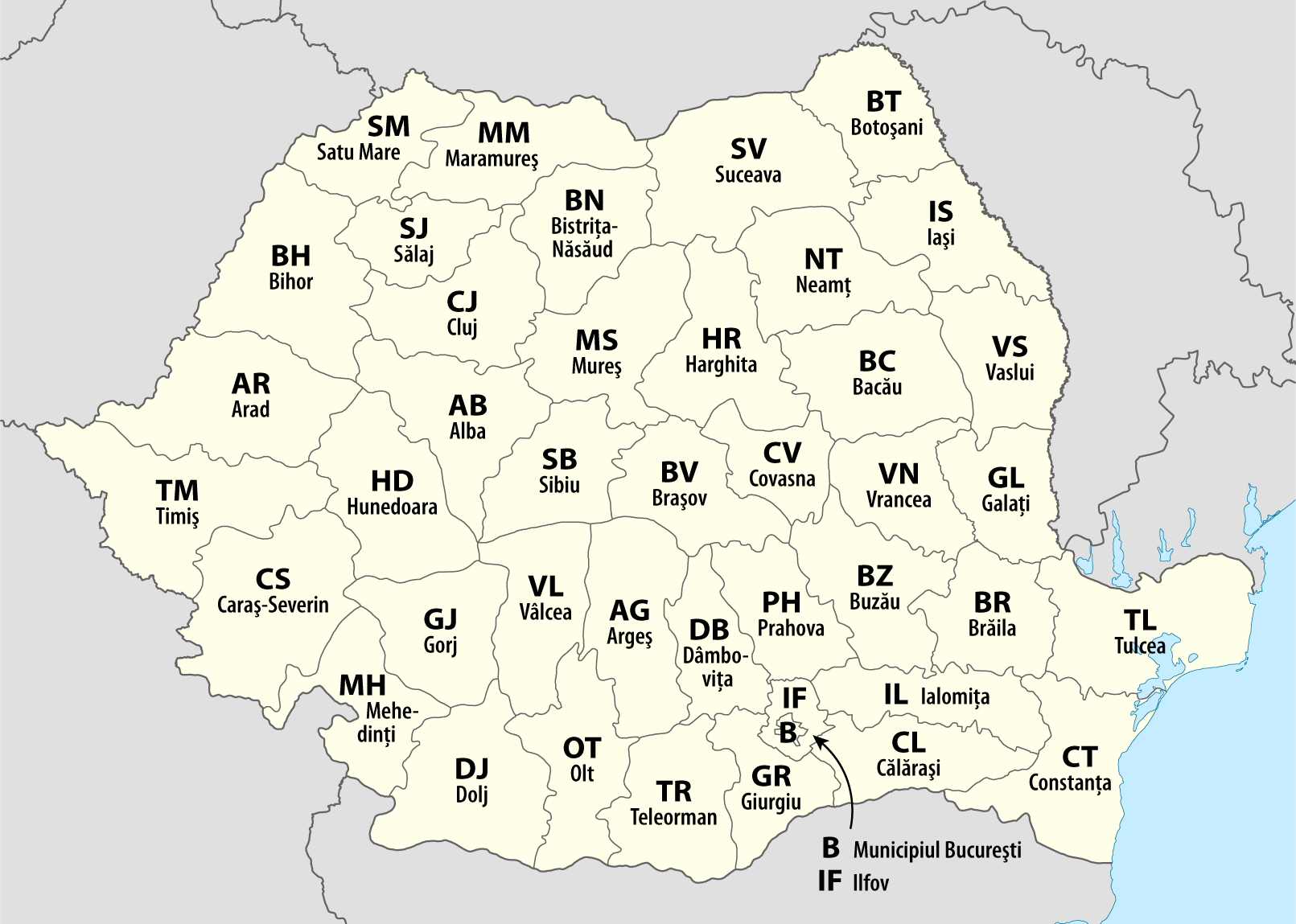
NUTS 3 regiões da Romênia

Na versão 2003, os códigos são os seguintes:
RO0    Romênia
RO01 Nordeste
RO011 Bacau (distrito)
RO012 Botosani (distrito)
RO013 Iasi (distrito)
RO014 Neamt (distrito)
RO015 Suceava (distrito)
RO016 Vaslui (distrito)
RO02 Sudeste
RO021 Braila (distrito)
RO022 Buzau (distrito)
RO023 Constanta (distrito)
RO024 Galati (distrito)
RO025 Tulcea (distrito)
RO026 Vrancea (distrito)
RO03 Sul-Muntenia
RO031 Arges (distrito)
RO032 Calarasi (distrito)
RO033 Dambovita (distrito)
RO034 Giurgiu (distrito)
RO035 Ialomita (distrito)
RO036 Prahova (distrito)
RO037 Teleorman (distrito)
RO04 Sudoeste Oltenia
RO041 Dolj (distrito)
RO042 Gorj (distrito)
RO043 Mehedinti (distrito)
RO044 Olt (distrito)
RO045 Valcea (distrito)
RO05 Oeste
RO051 Arad (distrito)
RO052 Caras-Severin (distrito)
RO053 Hunedoara (distrito)
RO054 Timis (distrito)
RO06 Noroeste
RO061 Bihor (distrito)
RO062 Bistrita-Nasaud (distrito)
RO063 Cluj (distrito)
RO064 Maramures (distrito)
RO065 Satu Mare (distrito)
RO066 Salaj (distrito)
RO07 Centro
RO071 Alba (distrito)
RO072 Brasov (distrito)
RO073 Covasna (distrito)
RO074 Harghita (distrito)
RO075 Mures (distrito)
RO076 Sibiu (distrito)
RO08 Bucareste - Ilfov
RO081 Bucareste
RO082 Ilfov (distrito)

## Unidades administrativas locais
Abaixo os níveis NUTS, a duas LAU (Unidade administrativa local), os níveis são:
| Nível | Subdivisões                                                 | #    |
| ----- | ----------------------------------------------------------- | ---- |
| LAU 1 | — (same as NUTS 3)                                          | 42   |
| LAU 2 | Comunas + Municípios + Cidades (Comune + Municipii + Oraşe) | 3174 |

Os códigos LAU da Romênia pode ser baixado aqui: 